# Gregarinidra rhizophora
Gregarinidra rhizophora är en mossdjursart som först beskrevs av Ortmann 1890.  Gregarinidra rhizophora ingår i släktet Gregarinidra och familjen Flustridae. Inga underarter finns listade i Catalogue of Life.